# 西岩 (加那利群岛)
西岩（西班牙語：Roque del Oeste）是西班牙加那利群岛中的一个无人小岛，也是奇尼霍群岛的一部分，在蒙塔尼亚克拉拉岛东北0.6公里处。面积为0.02平方公里，最高点海拔为41米。该岛在行政上隶属于主体部分位于兰萨罗特岛的特吉塞市镇。
西岩是奇尼霍群岛中面积最小的岛屿。西岩为一个自然保护区的一部分，同时也是奇尼霍群岛自然公园的一部分。